# Lobocleta obfusaria
Lobocleta obfusaria är en fjärilsart som beskrevs av Walker 1861. Lobocleta obfusaria ingår i släktet Lobocleta och familjen mätare. Inga underarter finns listade i Catalogue of Life.